# Hanuš Voves
Hanuš Voves (28. prosince 1867 Praha – 12. května 1929 Praha) byl český právník, spisovatel a básník, pseudonym Anatol Rubín.

## Život
Hanušův otec byl c. k. poštovní kontrolor Joannes Voves a matka Johanna. Se ženou Otilií Vovsovou-Zámeckou (1875) měl dceru Jiřinu (1895) a syna Johanna (1899).
Vystudoval gymnázium v Praze a Právnickou fakultu Univerzity Karlovy (1891). Byl úředníkem v různých funkcích v Praze v Plzni, v Rokycanech, mj. od r. 1919 pracoval jako vysoký úředník na Ministerstvu obchodu.
Psát začal do časopisů Blahověst, Kroměřížské listy, Čech [povídky a básně jsou dostupné na internetu]. Knižně pak povídkou-báchorkou Tři dary ze španělského prostředí a dramatickou aktovkou Zmařený život. Později vydal lyrickou sbírku Pozdní láska a dva svazky cestovních dojmů a meditací: Severské legendy a Na toulkách světem.
Byl náruživým cestovatelem. V Rokycanech byl knihovníkem ve Čtenářsko-zábavním spolku Hálek. Zemřel na záhadnou tropickou chorobu.

## Dílo

### Básně
- Vdovec. Zima – Praha: Blahověst. Katolický týdenník pro Čechy, Morawany, Slowáky a Slezany, 1886
- Pozdní láska – Praha: L. Mazáč, 1925–1926
- Herbstliebe: Dichtungen – Übertragen von E. Lirsch. Praha: L. Mazáč, 1925–1926
- Severské legendy – ilustroval Jan Goth. Praha: L. Mazáč, 1927
- Na toulkách světem – obrazy J. Goth. Praha: L. Mazáč, 1928
- Nedokončená cesta: fragmenty básníkova odkazu – Praha: L. Mazáč, 1930

### Próza
- Vdova: črta ze života venkovského – Praha: Blahověst. 1885
- Upomínka na Ferdinanda Čenského – Kroměříž: Kroměřížské noviny, 1887
- Velikonoce v Mexiku. Slavnost Božího Těla v republice mexické. U hrobů mexických. Prosincové svátky v Mexiku – Praha: Blahověst, 1892
- Kanadská společnost v zimě. List z knihy o pověře v Indii – Praha: Čech – politický týdenník katolický, 1892
- Dva hroby – Praha: Blahověst, 1893

- Tři dary – Rokycany: Rokycanské listy, 1901

### Drama
- Zmařený život – Rokycany: vlastním nákladem, 1903